# Ferrière-la-Petite
Ferrière-la-Petite és un municipi francès, situat a la regió dels Alts de França, al departament del Nord. L'any 2006 tenia 1.024 habitants.

## Demografia
| 1962                                       | 1968  | 1975 | 1982  | 1990  | 1999  |
| ------------------------------------------ | ----- | ---- | ----- | ----- | ----- |
| 1.064                                      | 1.101 | 974  | 1.010 | 1.153 | 1.118 |
| Des de 1962: població sense dobles comptes |       |      |       |       |       |

## Administració
| Període | Identitat      | Partit |
| ------- | -------------- | ------ |
| 2001-   | André Marchand |        |

## Galeria d'imatges

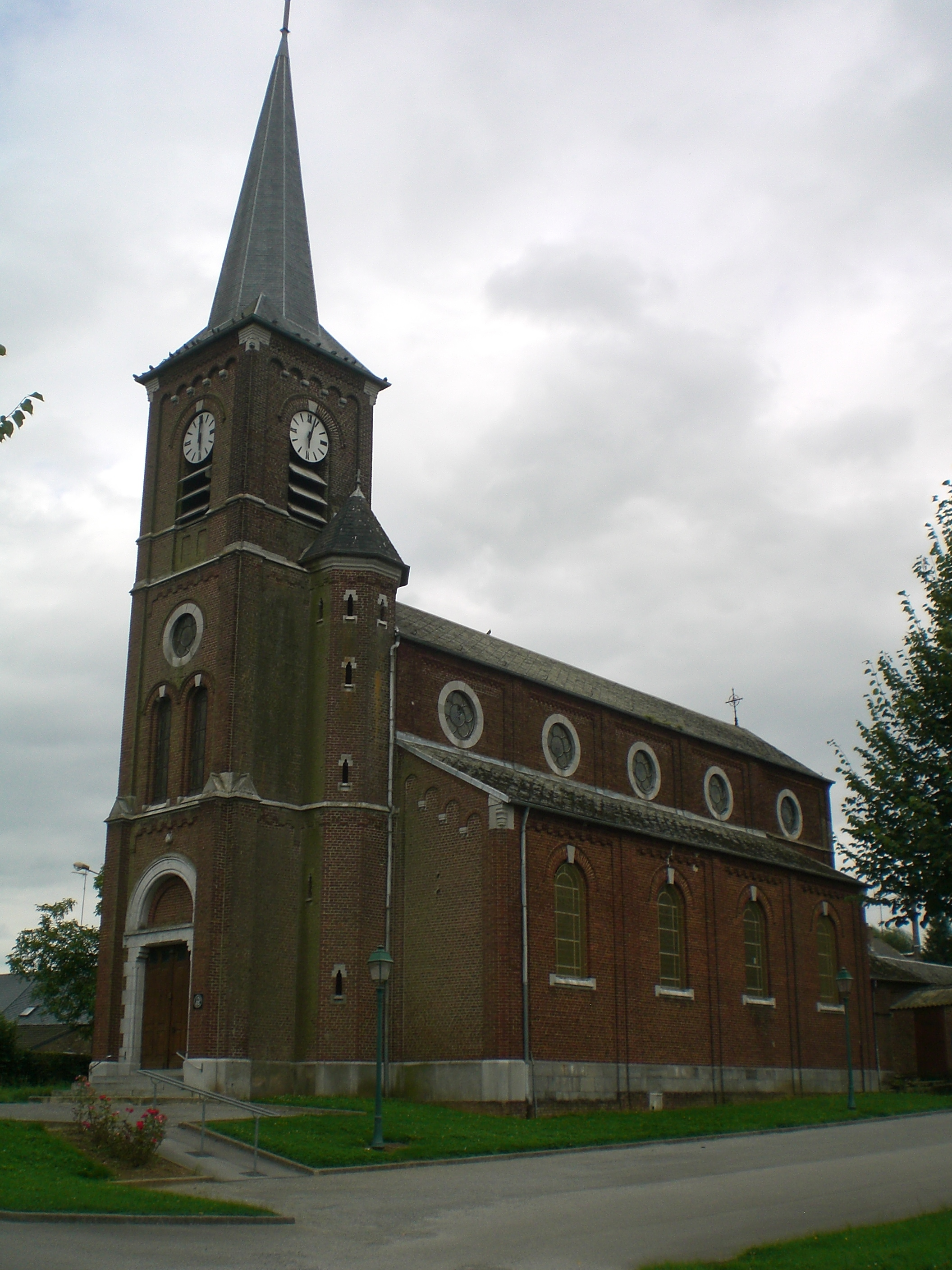
Església
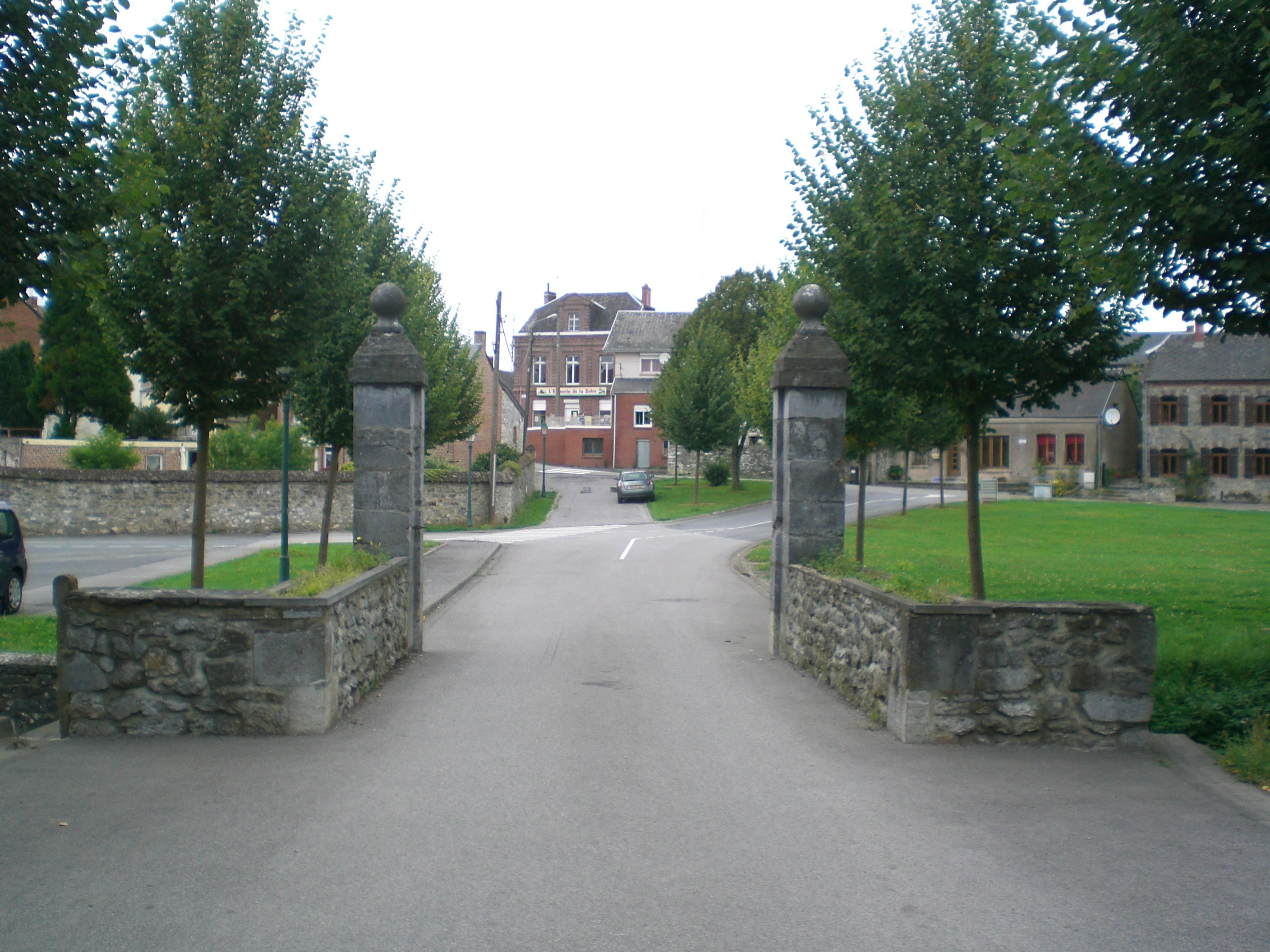
Carrer
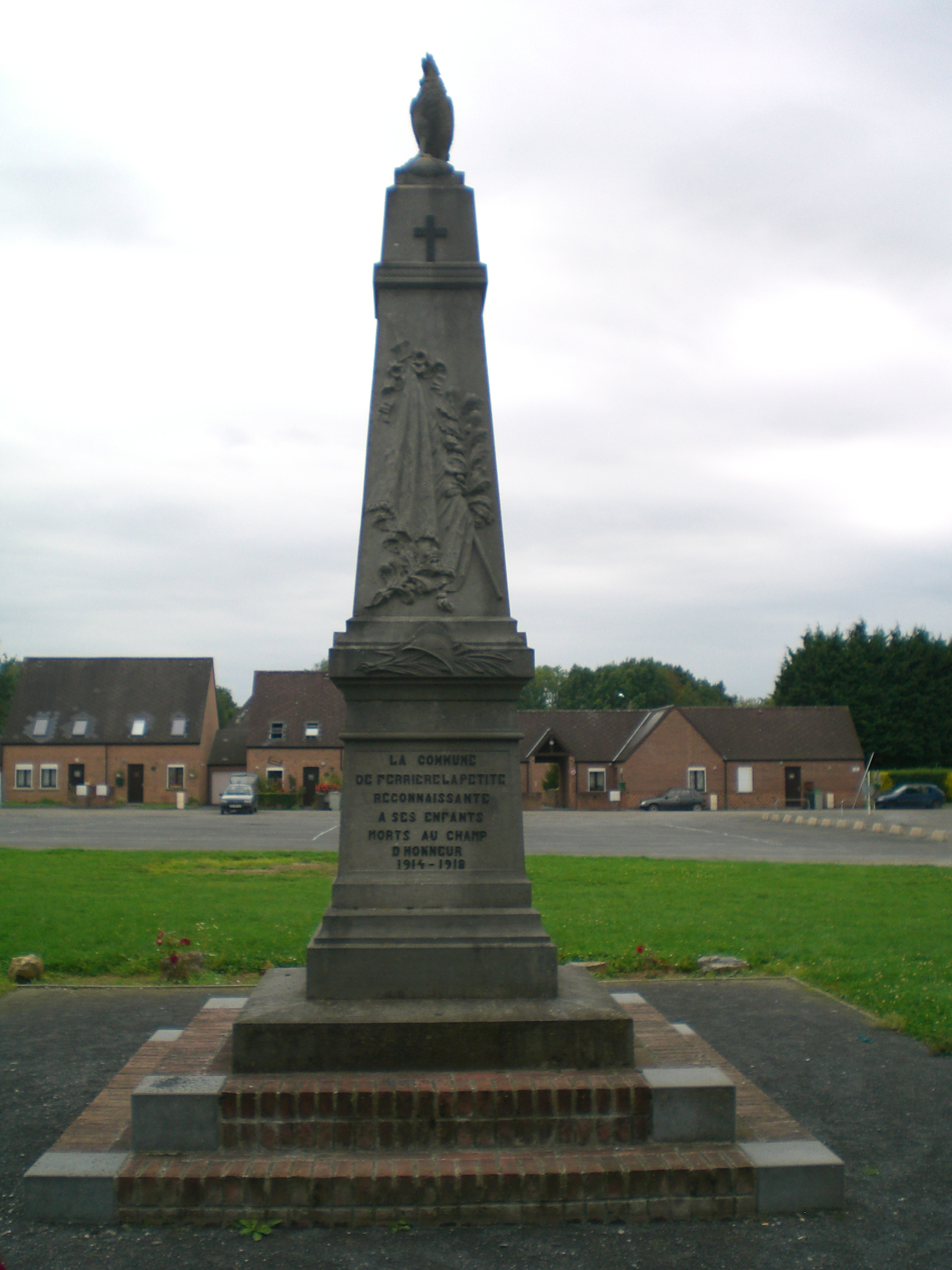
Monuments als Morts